# Broken Hope
Broken Hope (v překladu z angličtiny zlomená naděje) je americká death metalová kapela, která se zformovala v roce 1988 v Chicagu. Mezi zakládajícími členy byli Joe Ptacek (vokály), Jeremy Wagner (kytara) a Ryan Stanek (bicí), kteří předtím měli kapelu Crypt. Toto trio bylo záhy doplněno kytaristou Brianem Griffinem a baskytaristou Edem Hughesem. Po vydání dvou demonahrávek obdrželi kontrakt od malé nezávislé firmy Grindcore Records a vydali v roce 1991 své debutové studiové album s názvem Swamped in Gore. Druhá dlouhohrající deska The Bowels of Repugnance z roku 1993 již vyšla u Metal Blade Records.
Kapela se rozpadla v dubnu 2002, tou dobou měla na kontě 5 studiových alb. Joe Ptacek spáchal v roce 2010 sebevraždu (ve věku 37 let).
Skupina se obnovila v roce 2012 v sestavě Shaun Glass, Jeremy Wagner, Mike Miczek (bubeník) a Damian Leski (vokály, ex-Gorgasm).

## Diskografie
Dema
- Broken Hope (1990)
- Demo 2 (1990)
- Demo 1993 (1993)

Studiová alba
- Swamped in Gore (1991)
- The Bowels of Repugnance (1993)
- Repulsive Conception (1995)
- Loathing (1997)
- Grotesque Blessings (1999)
- Omen of Disease (2013)

EP
- Hobo Stew (1993)